# تیلاتوبا، میسیسیپی
تیلاتوبا (به انگلیسی: Tillatoba) شهرکی در ایالت میسیسیپی کشور ایالات متحده آمریکا است که جمعیت آن در سرشماری سال ۲۰۱۰ میلادی، ۹۱
نفر بوده‌است.